# Šatovník stříbrohlavý
Šatovník stříbrohlavý (Ciridops anna) je vyhynulý endemit Havajských ostrovů. Fosilní pozůstatky naznačují, že existoval ještě jeden příbuzný druh Ciridops tenax.

## Popis
Průměrná délka ptáka byla kolem 11 cm. Dospělý jedinec byl červený, hlava, krk a horní části zad byly stříbřitě šedé. Křídla a ocas byly černobílé. Nohy a zobák měly nažloutlou barvu. Mladí ptáci byli nahnědlí, měli černá křídla, černý ocas a zelenohnědý hřbet.

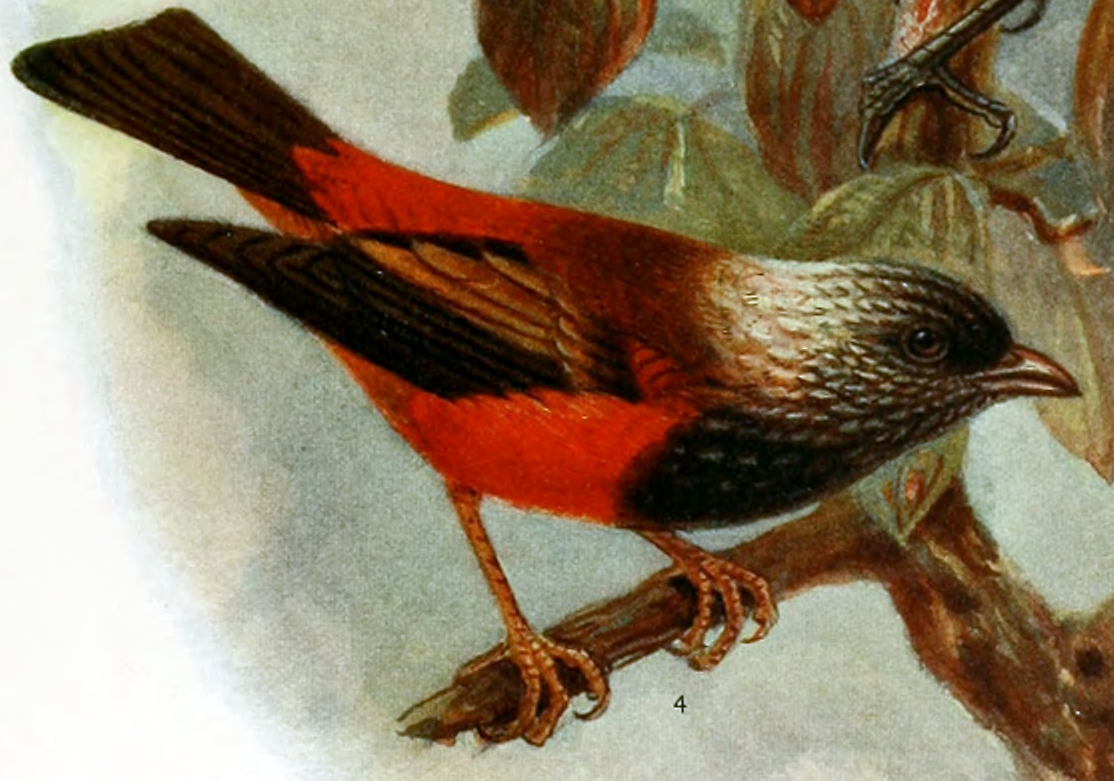
Ilustrace šatovníka stříbrohlavého

## Vyhubení
Již v době, kdy byl tento pták objeven, šlo o vzácný druh. Lze předpokládat, že důvodem vyhynutí byl nedostatek potravy. Poslední jedinec byl zastřelen dne 20. února 1892 u řeky Awini v oblasti Kohala. V roce 1937 prý ornitolog George Campbell Munro viděl jednoho jedince, později si ale nebyl jistý, zda nešlo o jiného ptáka. Muzejní exempláře jsou přechovávány v pouze pěti institucích v Harvardu, v Honolulu, New Yorku a v Londýně.